# Gare de Rivarennes
Gare de Rivarennes vasútállomás Franciaországban, Rivarennes településen.

## Vasútvonalak
Az állomást az alábbi vasútvonalak érintik:
- Les Sables-d'Olonne–Tours-vasútvonal

## Kapcsolódó állomások
A vasútállomáshoz az alábbi állomások vannak a legközelebb:
- Gare d’Azay-le-Rideau (Gare de Tours)
- Gare de Chinon (Gare de Chinon)